# Jamestown (Kansas)
Jamestown è un comune degli Stati Uniti d'America, situato nello Stato del Kansas, nella Contea di Cloud.